# Rus (okręg Sălaj)
Rus – wieś w Rumunii, w okręgu Sălaj, w gminie Rus. W 2011 roku liczyła 702 mieszkańców.